# 이와미 마나카
이와미 마나카(일본어: 石見 舞菜香 いわみ まなか[*], 1998년 4월 30일 ~ )는 일본의 여성 성우. 사이타마현 출신. 프로 피트 소속.

## 출연 작품

### 극장판 애니메이션
- 2022년 극장판 후르츠 바스켓: 프렐류드 (혼다 토오루)